# Pi Scorpii
Pi Scorpii (π Sco / 6 Scorpii / HD 143018 / HR 5944) es una estrella de magnitud aparente +2,89 situada en la constelación del Escorpión.
Aunque su paralaje la sitúa a 460 años luz del sistema solar, el error asociado a la medida permite que la distancia pueda ser de 520 años luz; en este último supuesto, Pi Scorpii formaría parte de la asociación Scorpius Superior, subgrupo de la gran asociación estelar de Scorpius-Centaurus.
Pi Scorpii es una estrella binaria espectroscópica cuyas componentes se mueven a lo largo de una órbita circular que completan cada 1,5700925 días.
Las dos son estrellas de la secuencia principal, de tipo espectral B1 V y B2 V, con una temperatura aproximada de 25.000 y 21.000 K respectivamente.
La más caliente es 10.000 veces más luminosa que el Sol y 11 veces más masiva que éste.
Su compañera, 3.000 veces más luminosa que el Sol, tiene una masa de 9 masas solares.
Considerando 520 años luz la distancia que nos separa de ella —valor que mejor concuerda con la magnitud visual observada—, la separación entre ambas estrellas es únicamente de 0,071 UA, equivalente a 15 radios solares; dado que el radio estimado para cada una de las estrellas es 5 y 4 veces más grande que el del Sol, sus superficies han de estar muy próximas entre sí.
Sus períodos de rotación —de ~ 1,8 días— concuerdan con una rotación síncrona, en donde ambas estrellas se muestran mutuamente la misma cara.
Pi Scorpii constituye una binaria eclipsante cuyo brillo varía 0,03 magnitudes.
El sistema también incluye una tenue estrella de magnitud +12,2 —probablemente una enana naranja— que se encuentra a más de 8.000 UA de la brillante binaria y emplea al menos 160.000 años en completar una órbita a su alrededor.
A su vez, esta estrella tiene una compañera aún más tenue, separada de ella unas 90 UA.